# Киллен, Крис
Кри́стофер Джон Ки́ллен (англ. Christopher John Killen; род. 8 октября 1981, Веллингтон), более известный как Крис Ки́ллен (англ. Chris Killen) — новозеландский футболист, нападающий. Выступал за сборную Новой Зеландии.
Киллен родился в новозеландском Веллингтоне. В футбол начинал играть в таких клубах, как команда учебного заведения Криса — «Ронготай Колледж» и «Мирамар Рейнджерс». В 1998 году переехал в Англию и поступил в академию клуба «Манчестер Сити», спустя год подписал с «горожанами» профессиональный контракт. В сентябре 2000 года был отдан в полугодичную аренду в «Рексем». Сезон 2001/02 Крис вновь начал в аренде в клубе «Порт Вейл», но был отозван «Сити» уже в ноябре из-за череды травм нападающих «горожан».
В июле 2002 года новозеландец перешёл в «Олдем Атлетик», который заплатил за игрока 250 тысяч фунтов стерлингов. В новой команде Криса замучили травмы, в итоге по истечении своего контракта с «филинами» он стал свободным агентом.
В январе 2006 года Киллен подписал контракт с шотландским «Хибернианом». За первую половину сезона 2006/07 Крис забил за «Хибс» 15 голов, но разрыв ахиллесова сухожилия в январе 2007 года вынудил новозеландца преждевременно закончить футбольный год. Контракт Киллена с «Хибернианом» заканчивался летом этого же года, но футболист вновь покинул клуб без платы, отклонив предложение эдинбургцев о продлении соглашения о сотрудничестве.
Следующей командой новозеландца стал «Селтик», с которым он подписал контракт на три года. Не пробившись в основной состав «кельтов», Киллен был отдан в аренду в английский «Норвич Сити». В январе 2010 года новозеландец перешёл в «Мидлсбро» — это означало, что он вновь будет работать под руководством бывшего наставника «Селтика» Гордона Стракана.
По истечении своего контракта с «Мидлсбро» в июне 2010 года Крис покинул стан «речников» и стал свободным агентом. После этого полтора сезона провёл в китайском «Шэньчжэнь Руби». В феврале 2012 года новозеландец пополнил ряды другого клуба из «Поднебесной» — «Чунцина».
Дебют Киллена в национальной сборной Новой Зеландии состоялся на Кубке наций ОФК 2000, там же он забил и первый гол за «белых». Принимал участие в футбольном турнире Олимпийских игр 2008 года, поединках Кубка конфедераций 2003 года, Кубка конфедераций 2009 года, чемпионата мира 2010 года. Победитель Кубка наций ОФК 2002 и Кубка наций ОФК 2008 в составе «белых».

## Клубная карьера

### Ранние годы
Крис Киллен родился 8 октября 1981 года в столице Новой Зеландии — Веллингтоне, детство провёл в пригороде «Города ветров» — городке Айленд-Бей. После окончания школы поступил в «Ронготай Колледж» (англ. Rongotai College), здесь же и начал серьёзно увлекаться футболом. Представлял своё учебное заведение в соревнованиях по соккеру на юношеском уровне. После окончания обучения в «Ронготай Колледж» Киллена пригласили в молодёжную команду клуба «Мирамар Рейнджерс». Своими бомбардирскими качествами и неординарной игрой молодой футболист привлёк внимание тренеров студенческой сборной Новой Зеландии, в составе которой в 1998 году играл в туре по Австралии. Одними из партнёров Криса по этой команде были также будущие игроки национальной сборной Новой Зеландии Лео Бертос и Тони Локхед.
В том же году тренер «Мирамара» устроил Киллену поездку в Англию, где он прошёл просмотр в клубе «Манчестер Сити». Смотрины оказались успешными, и 17-летний Крис был зачислен в молодёжную академию «горожан». В сентябре 2000 года, желая «обстрелять» молодого новозеландца во взрослом футболе, «Сити» отдали его в аренду в клуб «Рексем», где Киллен в первой же своей игре за новую команду поразил ворота «Олдем Атлетик». Всего же за четыре месяца, проведённых в составе «красных драконов», Крис провёл 12 матчей, забив 3 гола.
Следующий сезон новозеландец также начал в аренде, на этот раз в клубе «Порт Вейл», где 6 раз поражал ворота соперников, 10 раз выйдя на поле.
В ноябре 2001 года «Манчестер Сити» был вынужден отозвать Киллена из аренды вследствие травм основных нападающих первой команды. Дебют Криса в «Сити» состоялся 24 ноября в матче против «Ротерем Юнайтед» — новозеландец вышел на поле на 79-й минуте поединка, заменив Леона Майка. Всего в первом составе «горожан» в сезоне 2001/02 Киллен сыграл три встречи, также он стал лучшим бомбардиром в турнире дублирующих команд Чемпионшипа.

### «Олдем Атлетик»
Не сумев пробиться в основной состав «Сити» Крис был продан в июле 2002 года клубу «Олдем Атлетик». Сумма отступных, заплаченная «филинами» за игрока, составила 250 тысяч фунтов стерлингов. В «Олдеме» новозеландец отыграл три с половиной года, сыграл 90 матчей и забил 23 гола. В сезоне 2004/05 Киллен с 15 мячами стал лучшим бомбардиром клуба. Однако в следующем футбольном году Крис был слишком подвержен травмам, поэтому руководство «филинов» не стало продлевать с игроком контракт, истекающий в январе 2006 года. Киллен, став свободным агентом принял предложение подписать соглашение с шотландским «Хибернианом». После того, как новозеландец покинул «Олдем» главный тренер «филинов», Ронни Мур, прокомментировал его уход так:
Знаете, а, наверное, даже хорошо, что Крис ушёл из клуба, хорошо - прежде всего для него. У него амбиции победителя, мы же слишком скромны, чтобы их реализовать. Надеюсь, «Хиберниан» станет трамплином в развитии его карьеры. Он этого достоин.
Тем не менее, управляющий директор клуба на официальном сайте «Олдема» заявил о несоответствии цены, заплаченной за новозеландца «филинами», и качества его игры в команде. В частности, были приведены цифры, что вследствие частых травм Криса, каждый его выход на поле стоил 13 тысяч фунтов, а каждый гол — 36 тысяч.

### «Хиберниан»
В январе 2006 года Киллен на правах свободного агента пополнил ряды «Хиберниана». Дебютировал в составе «Хибс» 28 января в поединке против «Харт оф Мидлотиан», спустя неделю в матче Кубка Шотландии, в котором «Хиберниан» встречался с «Рейнджерс» на стадионе «Айброкс», Крис открыл счёт своим голам в эдинбургском клубе.
Через четыре дня новозеландец впервые забил в матче шотландской Премьер-лиги, поучаствовав в разгроме, который «хибс» учинили «Ливингстону» — встреча закончилась со счётом 7:0 в пользу «Хиберниана». К концу сезона 2006/07 Киллен забил четыре гола за эдинбургцев.
2 июля состоялся первый гол Криса в еврокубковых поединках — в матче четвёртого раунда Кубка Интертото Киллен забил первый мяч в игре против «Динабурга» из Латвии, которая в результате закончилась со счётом 5:0 в пользу шотландцев.
В связи с отъездом из Эдинбурга в межсезонье 2006 года основных нападающих «Хиберниана» Дерека Райордана и Гари О’Коннора на новозеландца в предстоящем сезоне возлагались большие надежды. К декабрю Киллен забил 11 голов, включая два в ворота «Рейнджерс». Но в январе 2007 года, получив в поединке против «Абердина» разрыв ахиллесова сухожилия, Крис был вынужден преждевременно закончить сезон. Контракт новозеландца с «хибс» истекал уже летом этого же года. Весной эдинбургцы предложили Киллену подписать новое соглашение о сотрудничестве, рассчитанное на один год, но, не устроившись длительностью нового контракта, Крис отказался его подписать.

### «Селтик»

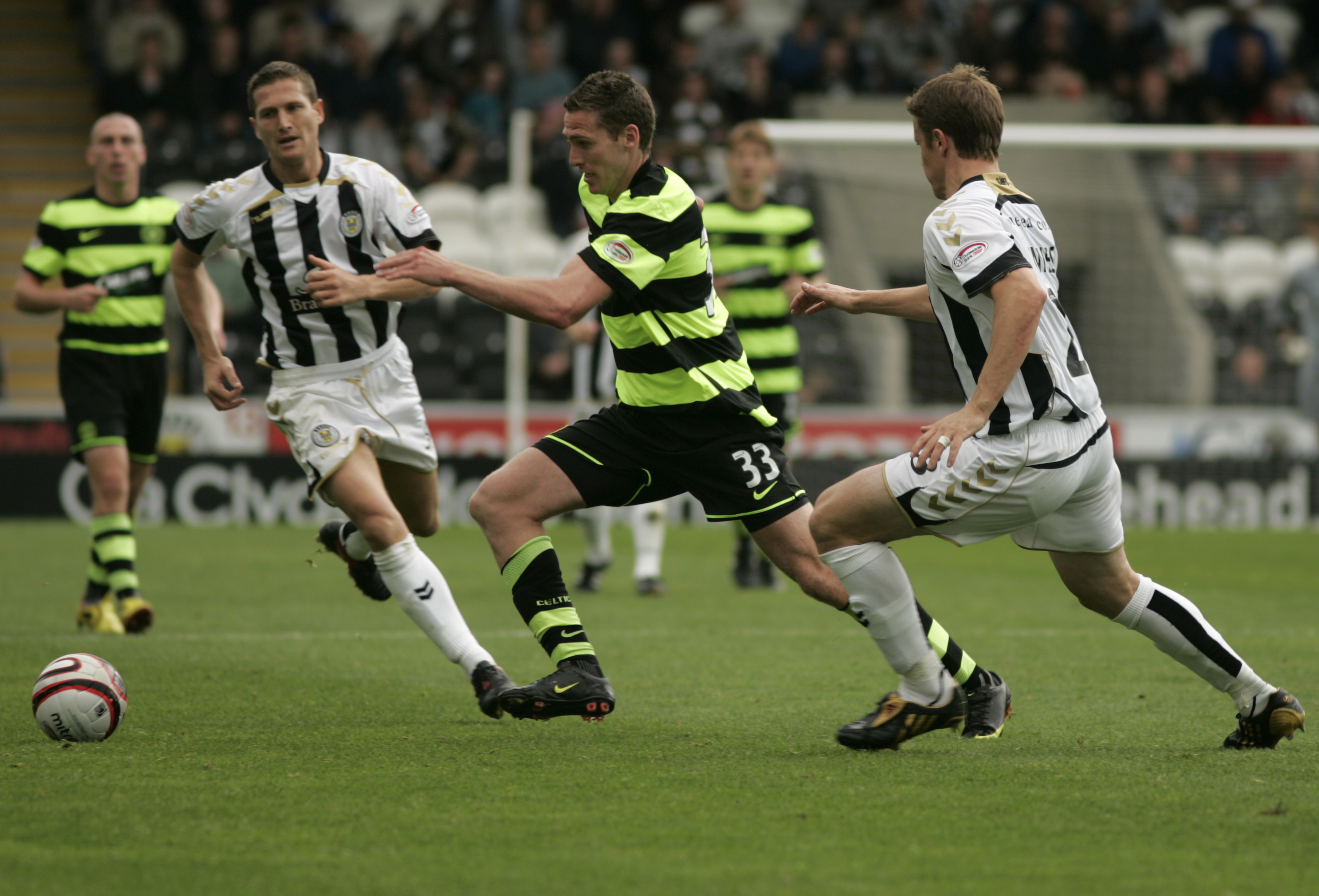
26 сентября 2009. Крис Киллен (в центре) в матче «Сент-Миррен» — «Селтик»

В итоге летом 2007 года новозеландец вновь стал свободным агентом. В услугах нападающего был заинтересован «Кардифф Сити», но, отказавшись от предложения валлийцев, Киллен остался в Шотландии и подписал 3-летний контракт с «Селтиком». Дебют Криса в составе «кельтов» состоялся уже 5 августа, когда новозеландец вышел на замену в матче «бело-зелёных» с «Килмарноком». 7 октября Киллен забил своей первый гол в «Селтике» — поразив ворота «Гретны» на 87-й минуте встречи, он сравнял счёт в поединке, а уже в добавленное время принял участие в атаке, которая завершилась голом Скотта Макдональда и, соответственно, победой «кельтов». 24 октября Крис впервые принял участие в матче Лиги чемпионов, где «бело-зелёные» играли против португальской «Бенфики».
После этого Киллен потерял место в основном составе «Селтика», оставаясь за спинами Макдональда, Самараса и Веннегор оф Хесселинка. В основном в это время он играл за резервную команду «кельтов», пытаясь не потерять игровую практику.

### «Норвич Сити»
По своей личной инициативе новозеландец был отдан 31 января 2009 года в полугодичную аренду в английский «Норвич Сити». 3 февраля в поединке с «Вулверхэмптон Уондерерс» дебютировал в новой команде. Но и здесь Киллен не смог заиграть, всего лишь четыре раза появившись на поле, причём выходя на замену.

### Возвращение в стан «кельтов»
В конце сезона 2008/09 с поста наставника «Селтика» покинул Гордон Стракан. Ему на смену пришёл Тони Моубрей — тренер, который возглавлял «Хиберниан» во времена пребывания там Киллена.
Новый наставник «бело-зелёных» вернул новозеландца в основу клуба. Киллен вновь стал забивать — 13 июля в предсезонном матче «Селтика» против «Брисбен Роар» Крис оформил «дубль». Участвовал в товарищеских матчах межсезонья против «Аль-Ахли» и «Тоттенхэм Хотспур» — в последнем он забил гол, а также ассистировал молодому Полу Кэддису. Свой первый мяч в сезоне 2009/10 Крис забил 20 сентября в ворота «Хартс».

### «Мидлсбро»
В январе 2010 года на Киллена вышел бывший главный тренер «Селтика» Гордон Стракан с предложением новозеландцу пополнить ряды английского «Мидлсбро» — клуба который шотландец возглавлял. Недолго раздумывая, Крис согласился на переезд в Англию. Сделка между «Селтиком» и «Боро» состоялась 14 января, новозеландец подписал с «речниками» контракт до лета этого же года. Киллен стал третьим футболистом «кельтов», наряду с Вилло Фладом и Барри Робсоном, пополнившим «Мидлсбро» в январе 2010 года. Позднее к ним присоединились ещё два игрока из «Селтика» — Скотт Макдональд и Стивен Макманус.
Свой первый гол за «Боро» Киллен забил 9 февраля, поразив ворота «Барнсли».
По истечении своего контракта с «Мидлсбро» в июне 2010 года Крис покинул стан «речников» и стал свободным агентом.

### «Шэньчжэнь Руби»
24 июля Киллен подписал контракт сроком на полтора года с клубом китайской Суперлиги «Шэньчжэнь Руби». Через четыре дня новозеландец дебютировал в составе своей новой команды, выйдя на замену в поединке против «Ляонина». В том же матче, поразив ворота «тигров» на 80-й минуте, нападающий забил свой первый гол в Китае и принёс победу «Шэньчжэню» со счётом 2:1. По итогам сезона 2011 года «Руби» покинул высший китайский дивизион.

### «Чунцин»
В декабре 2011 года Киллен заявил, что он хочет вернуться на родину. Однако 17 февраля 2012 года новозеландец пополнил ряды другого китайского клуба — «Чунцина».

### Клубная статистика
| Клуб                      | Сезон                     | Чемпионат | Чемпионат | Кубок | Кубок | Кубок Лиги | Кубок Лиги | Трофей Футбольной Лиги | Трофей Футбольной Лиги | Еврокубки | Еврокубки | Итого | Итого |
| Клуб                      | Сезон                     | Игры      | Голы      | Игры  | Голы  | Игры       | Голы       | Игры                   | Голы                   | Игры      | Голы      | Игры  | Голы  |
| ------------------------- | ------------------------- | --------- | --------- | ----- | ----- | ---------- | ---------- | ---------------------- | ---------------------- | --------- | --------- | ----- | ----- |
| Рексем                    | 2000/01                   | 12        | 3         | —     | —     | —          | —          | —                      | —                      | —         | —         | 12    | 3     |
| Всего за «Рексем»         | Всего за «Рексем»         | 12        | 3         | 0     | 0     | 0          | 0          | 0                      | 0                      | 0         | 0         | 12    | 3     |
| Порт Вейл                 | 2001/02                   | 9         | 6         | —     | —     | —          | —          | 1                      | 0                      | —         | —         | 10    | 6     |
| Всего за «Порт Вейл»      | Всего за «Порт Вейл»      | 9         | 6         | 0     | 0     | 0          | 0          | 1                      | 0                      | 0         | 0         | 10    | 6     |
| Манчестер Сити            | 2001/02                   | 3         | 0         | —     | —     | —          | —          | —                      | —                      | —         | —         | 3     | 0     |
| Всего за «Манчестер Сити» | Всего за «Манчестер Сити» | 3         | 0         | 0     | 0     | 0          | 0          | 0                      | 0                      | 0         | 0         | 3     | 0     |
| Олдем Атлетик             | 2002/03                   | 27        | 3         | 3     | 0     | 3          | 1          | 1                      | 0                      | —         | —         | 34    | 4     |
| Олдем Атлетик             | 2003/04                   | 13        | 2         | —     | —     | —          | —          | —                      | —                      | —         | —         | 13    | 2     |
| Олдем Атлетик             | 2004/05                   | 26        | 10        | 2     | 4     | 2          | 0          | 1                      | 1                      | —         | —         | 31    | 15    |
| Олдем Атлетик             | 2005/06                   | 12        | 2         | —     | —     | —          | —          | —                      | —                      | —         | —         | 12    | 2     |
| Всего за «Олдем Атлетик»  | Всего за «Олдем Атлетик»  | 78        | 17        | 5     | 4     | 5          | 1          | 2                      | 1                      | 0         | 0         | 90    | 23    |
| Хиберниан                 | 2005/06                   | 7         | 3         | 1     | 1     | —          | —          | —                      | —                      | —         | —         | 8     | 4     |
| Хиберниан                 | 2006/07                   | 18        | 13        | 1     | 1     | 2          | 0          | —                      | —                      | 3         | 1         | 24    | 15    |
| Всего за «Хиберниан»      | Всего за «Хиберниан»      | 25        | 16        | 2     | 2     | 2          | 0          | 0                      | 0                      | 3         | 1         | 32    | 19    |
| Селтик                    | 2007/08                   | 20        | 1         | 1     | 0     | 1          | 0          | —                      | —                      | 5         | 0         | 27    | 1     |
| Селтик                    | 2008/09                   | 1         | 0         | —     | —     | —          | —          | —                      | —                      | —         | —         | 1     | 0     |
| Селтик                    | 2009/10                   | 5         | 1         | —     | —     | 2          | 1          | —                      | —                      | 5         | 0         | 12    | 2     |
| Всего за «Селтик»         | Всего за «Селтик»         | 26        | 2         | 1     | 0     | 3          | 1          | 0                      | 0                      | 10        | 0         | 40    | 3     |
| Норвич Сити               | 2008/09                   | 4         | 0         | —     | —     | —          | —          | —                      | —                      | —         | —         | 4     | 0     |
| Всего за «Норвич Сити»    | Всего за «Норвич Сити»    | 4         | 0         | 0     | 0     | 0          | 0          | 0                      | 0                      | 0         | 0         | 4     | 0     |
| Мидлсбро                  | 2009/10                   | 17        | 3         | —     | —     | —          | —          | —                      | —                      | —         | —         | 17    | 3     |
| Всего за «Мидлсбро»       | Всего за «Мидлсбро»       | 17        | 3         | 0     | 0     | 0          | 0          | 0                      | 0                      | 0         | 0         | 17    | 3     |
| Шэньчжэнь Руби            | 2010                      | 14        | 8         | —     | —     | —          | —          | —                      | —                      | —         | —         | 14    | 8     |
| Шэньчжэнь Руби            | 2011                      | 21        | 9         | —     | —     | —          | —          | —                      | —                      | —         | —         | 21    | 9     |
| Всего за «Шэньчжэнь Руби» | Всего за «Шэньчжэнь Руби» | 35        | 17        | 0     | 0     | 0          | 0          | 0                      | 0                      | 0         | 0         | 35    | 17    |
| Чунцин                    | 2012                      | 26        | 17        | —     | —     | —          | —          | —                      | —                      | —         | —         | 26    | 17    |
| Чунцин                    | 2013                      | 20        | 6         | —     | —     | —          | —          | —                      | —                      | —         | —         | 20    | 6     |
| Всего за «Чунцин»         | Всего за «Чунцин»         | 46        | 23        | 0     | 0     | 0          | 0          | 0                      | 0                      | 0         | 0         | 46    | 23    |
| Всего за карьеру          | Всего за карьеру          | 255       | 87        | 8     | 6     | 10         | 2          | 3                      | 1                      | 13        | 1         | 289   | 97    |

## Сборная Новой Зеландии
Дебют Киллена в составе сборной Новой Зеландии состоялся 19 июня 2000 года, когда в рамках Кубка наций ОФК 2000 «белые» встречались со сборной Таити, во втором матче на этом турнире против Вануату, сделав «дубль», открыл счёт своим голам в национальной команде.
Дважды в составе «белых» Крис становился победителем Кубка наций ОФК — в 2002 и 2008 годах.
В 2008 году Крис с новозеландцами принял участие в футбольном турнире Олимпийских игр 2008 года, в 2009 году — Кубке конфедераций.
10 июня 2009 года Киллен забил два гола в ворота действующего чемпиона мира сборной Италии в товарищеском поединке.
Крис сыграл одну из важнейших ролей в стыковых играх за право поехать на мировое первенство 2010 года, в которых новозеландцы по сумме двух матчей переиграли Бахрейн.
10 мая 2010 года Киллен был включён в состав «белых» на мировое первенство 2010 года.
24 мая Крис забил гол в товарищеском матче со сборной Австралии, проведённого новозеландцами в рамках подготовки к чемпионату мира. Несмотря на успех Киллена «белые» проиграли со счётом 1:2, упустив ничью на четвёртой добавленной минуте поединка.
На чемпионате мира новозеландцы не смогли пробиться в плей-офф турнира, сведя все свои матчи в ничью и в итоге заняв в своей группе F третье место. Киллен участвовал во всех трёх поединках своей команды на мундиале — со Словакией, Италией и Парагваем.

## Достижения
Сборная Новой Зеландии
- Победитель Кубка наций ОФК (2): 2002, 2008
- Бронзовый призёр Кубка наций ОФК (1): 2012

«Селтик»
- Чемпион Шотландии: 2007/08